# Beaminster
Beaminster is een  Engels stadje en civil parish in het district West Dorset in South West England. Het ligt aan  het begin van de vallei van de Britrivier, 73 km  ten zuiden van  Bristol, 61 km  ten westen van Bournemouth, 56 km ten oosten van Exeter en 24 km ten noordwesten van Dorchester. De stad telt 3136 inwoners. Jaarlijks vindt er het 9-daagse muziek- en kunstfestival "Beaminster Festival" plaats.
De stad werd verwoest door troepen van de royalisten in 1644 en had te lijden onder een brand in 1684. Doordat de stad nooit een spoorweg kreeg, groeide zij niet uit. 
Bij Beaminster ontspringt de rivier de Axe.